# كريس كارتر (ملحن)
كريس كارتر (بالإنجليزية: Chris Carter)‏ هو ملحن ومنتج أفلام ومنتج أسطوانات ودي جيه أمريكي، ولد في 23 سبتمبر 1962 في لوس أنجلوس في الولايات المتحدة.